# Morašice (okres Znojmo)
Obec Morašice (do roku 1896 Moratice, 1896–1925 Morasice, německy Moratitz) se nachází v okrese Znojmo v Jihomoravském kraji. Žije zde 219 obyvatel.

## Název
Jméno vesnice bylo založeno na osobním jméně Moras nebo Moraš (v písemných dokladech převládá Morasice, nicméně nedokonalý pravopis většinou nedovoluje jednoznačné určení), které vzniklo úpravou některého cizího jména, snad Moritz. Výchozí tvar Morasici/Morašici byl pojmenováním obyvatel vsi a znamenal "Morasovi/Morašovi lidé". Do němčiny bylo jméno převzato v podobě Moratitz, jehož vlivem se v češtině ve 2. polovině 19. století a začátkem 20. století též používalo Moratice.

## Historie
První písemná zmínka o obci pochází z roku 1253.

## Pamětihodnosti
- Kostel svaté Anny

## Rodáci
- Stanislav Balík (1928–2015), právní historik, profesor na PF UK